# سائول
سائول (به لوکزامبورگی: Sëll) یک شهرداری در استان ردانژ کشور دوک‌نشین لوکزامبورگ است که ۱۴٫۸۶ کیلومترمربع مساحت دارد و جمعیت آن در سال ۲۰۱۱ میلادی ۶۹۷ نفر بوده‌است.

## بخش‌ها
این شهرداری دارای پنج بخش زیرمجموعه می‌باشد.
- کالموس (Calmus)
- انر (Ehner)
- کاپویلر (Kapweiler)
- سائول (Saeul) مرکز
- شویباخ (Schwebach)

## آمار جمعیت
تاریخچه رشد جمعیت این شهرداری در جدول زیر آمده‌است  :
| سال  | جمعیت |
| ---- | ----- |
| ۱۸۲۱ | ۵۳۹   |
| ۱۸۵۱ | ۷۰۶   |
| ۱۸۸۰ | ۷۳۵   |
| ۱۹۱۰ | ۵۹۲   |
| ۱۹۳۵ | ۵۱۱   |
| ۱۹۴۷ | ۴۹۷   |
| ۱۹۶۰ | ۴۲۰   |
| ۱۹۷۰ | ۴۲۶   |
| ۱۹۸۱ | ۴۲۶   |
| ۱۹۹۱ | ۴۴۰   |
| ۲۰۰۱ | ۴۶۰   |
| ۲۰۰۴ | ۵۱۷   |
| ۲۰۰۷ | ۶۲۷   |
| ۲۰۱۰ | ۶۹۷   |
| ۲۰۱۱ | ۶۹۷   |